# Axel Lindegren
Axel Johan Lindegren, född 3 juli 1860 i Göteborgs domkyrkoförsamling, Göteborgs och Bohus län, död 15 december 1933 i Hedvig Eleonora församling, Stockholm, var en svensk arkitekt. Arkitekten  Agi Lindegren var hans fars kusin.

## Verksamhet
Lindegren studerade vid Kungliga Tekniska högskolan i Stockholm 1881–1885 och vid Konstakademien 1885–1888, då han fick den kungliga medaljen. Han blev samma år arkitekt i Överintendentsämbetet, vistades på studieresor utomlands 1890–1894 och var därefter verksam i Stockholm.
Bland hans större arbeten märks realläroverket i Söderhamn (1904–1909), bankhus i Eksjö, KFUM:s byggnad i Uppsala – KFUM-borgen,  med föreningslokaler, konsertsal m.m. (1911). Han ritade även Trollesunds herrgård i Södermanland (1919), biskopshuset i Växjö (samma år), Uppsala seminarium (1921), en byggnad för kustartilleriets officerare i Oskar-Fredriksborgs fästning (komponerad med hänsyn till den säregna terrängen, 1922) samt Ämbetshuset, en mäktig byggnad vid Hantverkargatan 29 på Kungsholmen i Stockholm för statens centrala ämbetsverk (1926).
Bland de kyrkor som Lindegren restaurerade märks Karlstads domkyrka (1914), Fredrikskyrkan i Karlskrona (av Nicodemus Tessin d.y., 1915), Kungsholms kyrka i Stockholm (1916), Valdemarsviks kyrka (1917), Stora Tuna i Dalarna (1918), Onsala i Halland (1920) och Kristine kyrka i Jönköping (1921).
Lindegren var även verksam som möbeldesigner och tecknare. Han översatte Hermann Muthesius Stilarkitektur och byggnadskonst (1910) och publicerade bland annat Konsten och samhällets estetik (1913). Lindegren är representerad vid bland annat Nationalmuseum i Stockholm.
Axel Lindegren var gift med Anna Cederborg (död 1915), de är begravda på Norra begravningsplatsen utanför Stockholm.

## Bilder av några verk

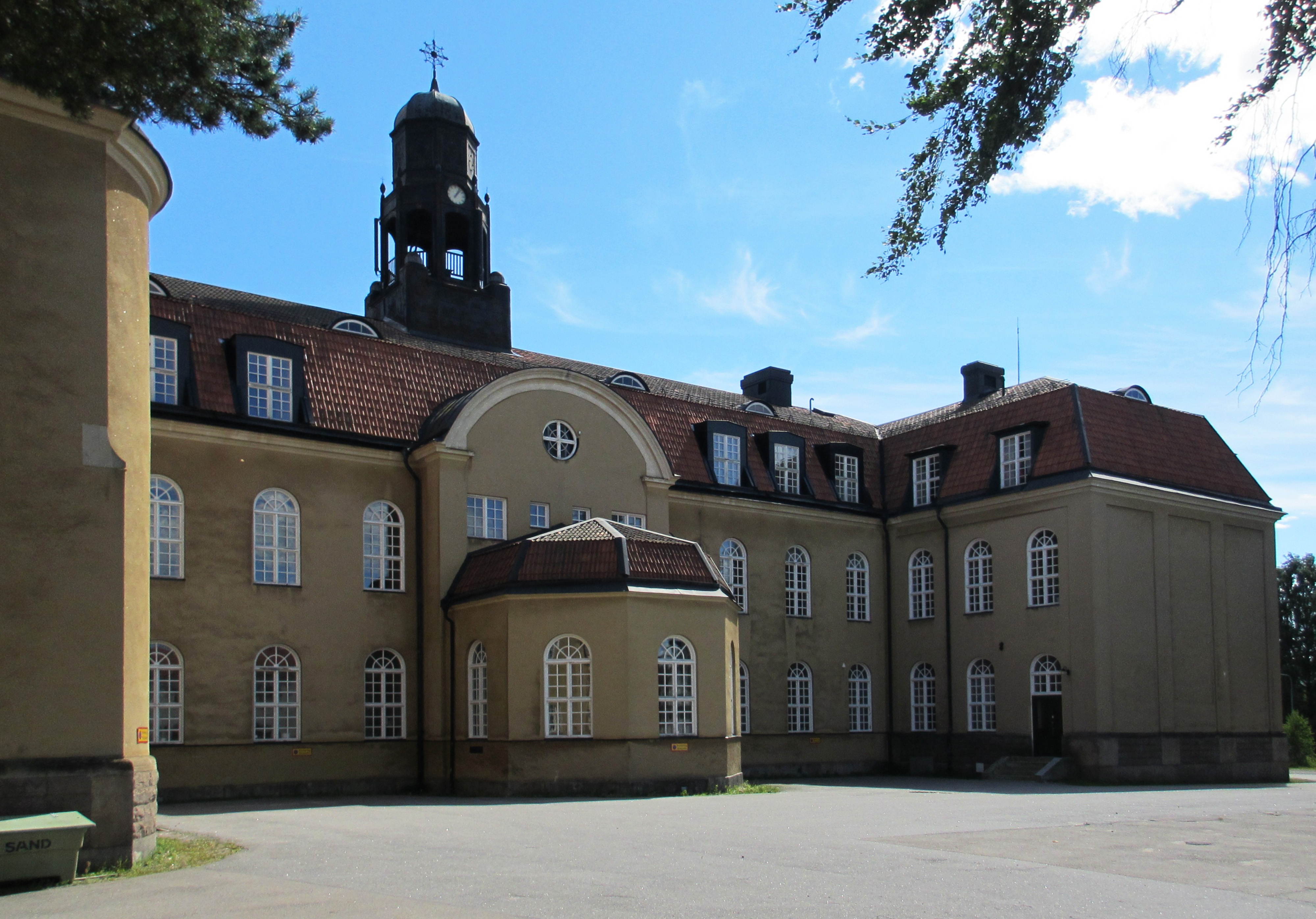
Realläroverket i Söderhamn
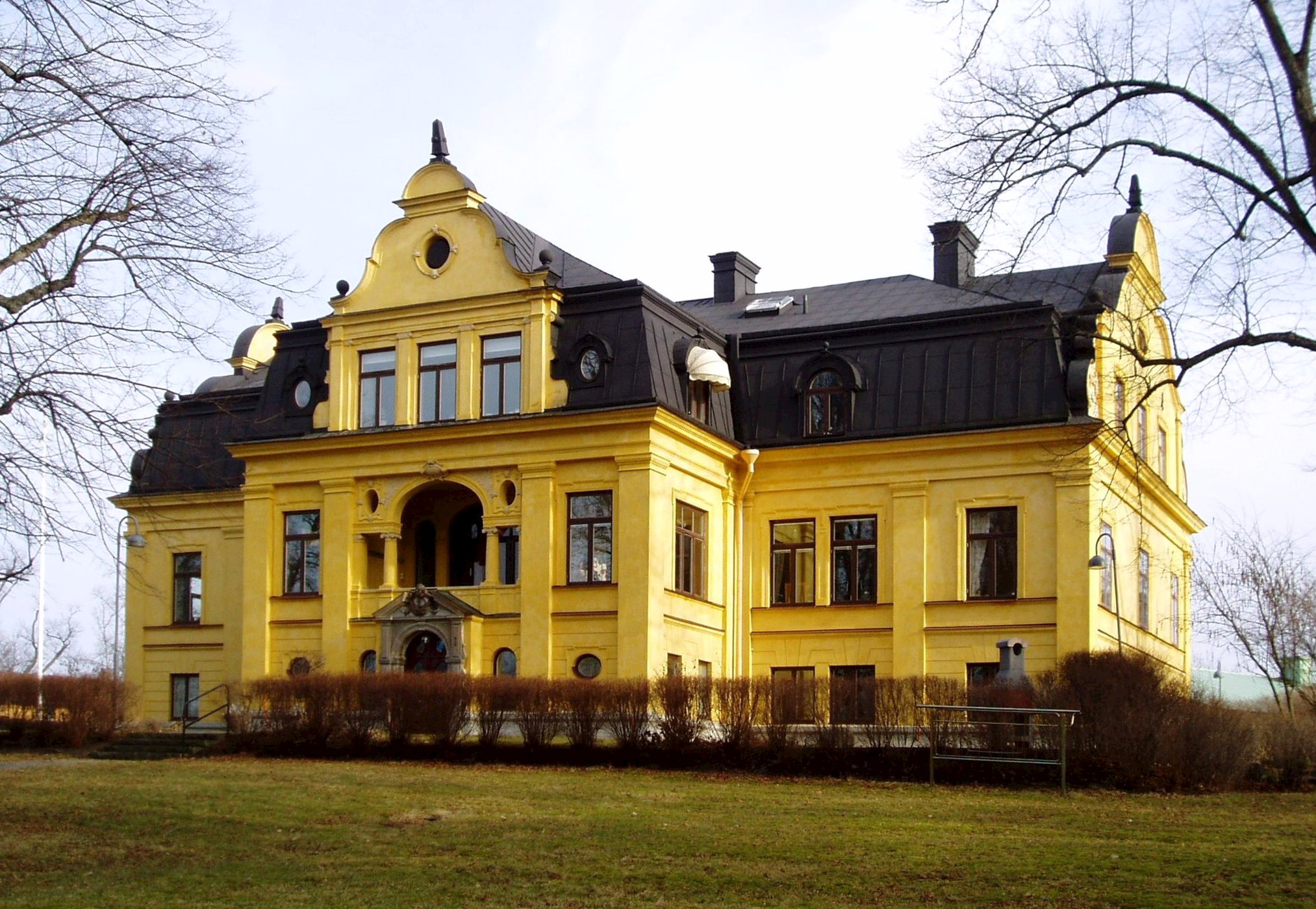
Farsta slott i Gustavsberg
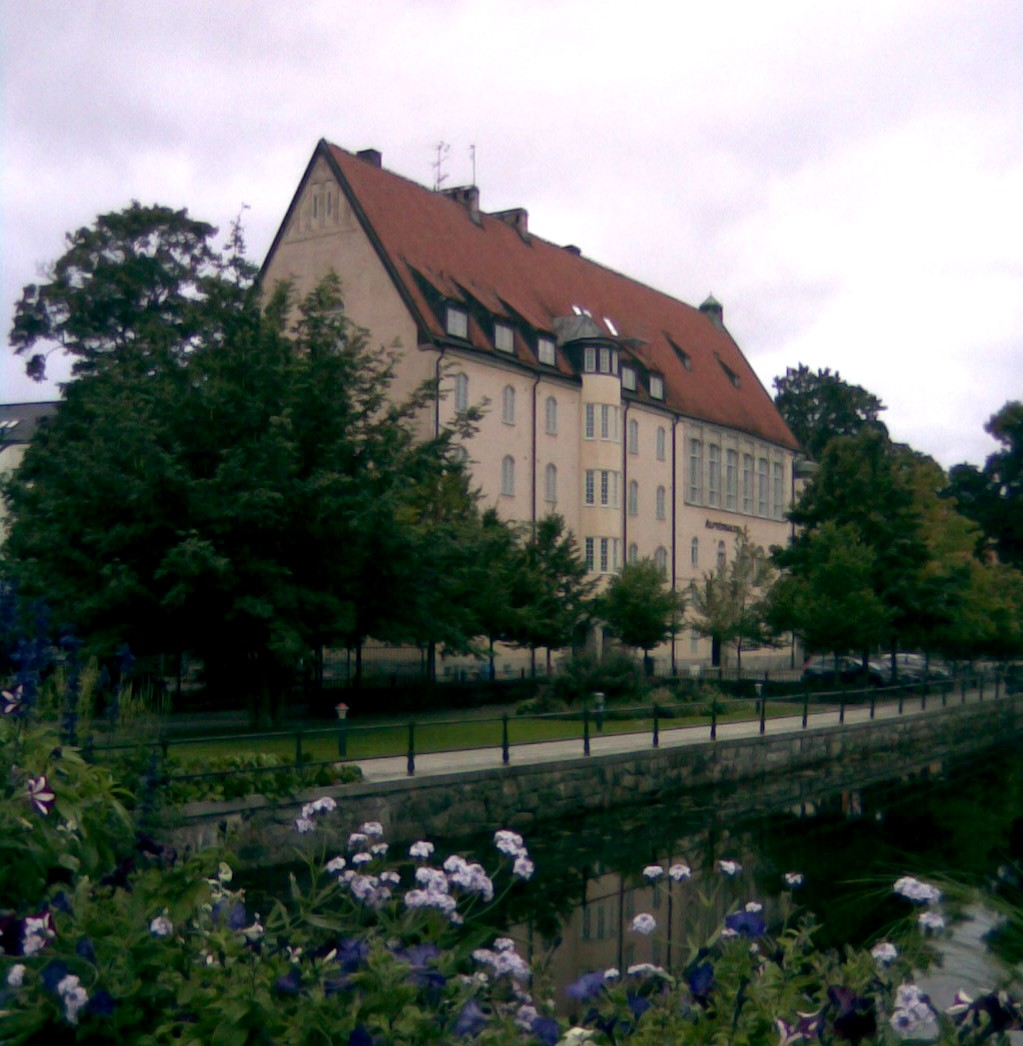
KFUM-borgen i Uppsala
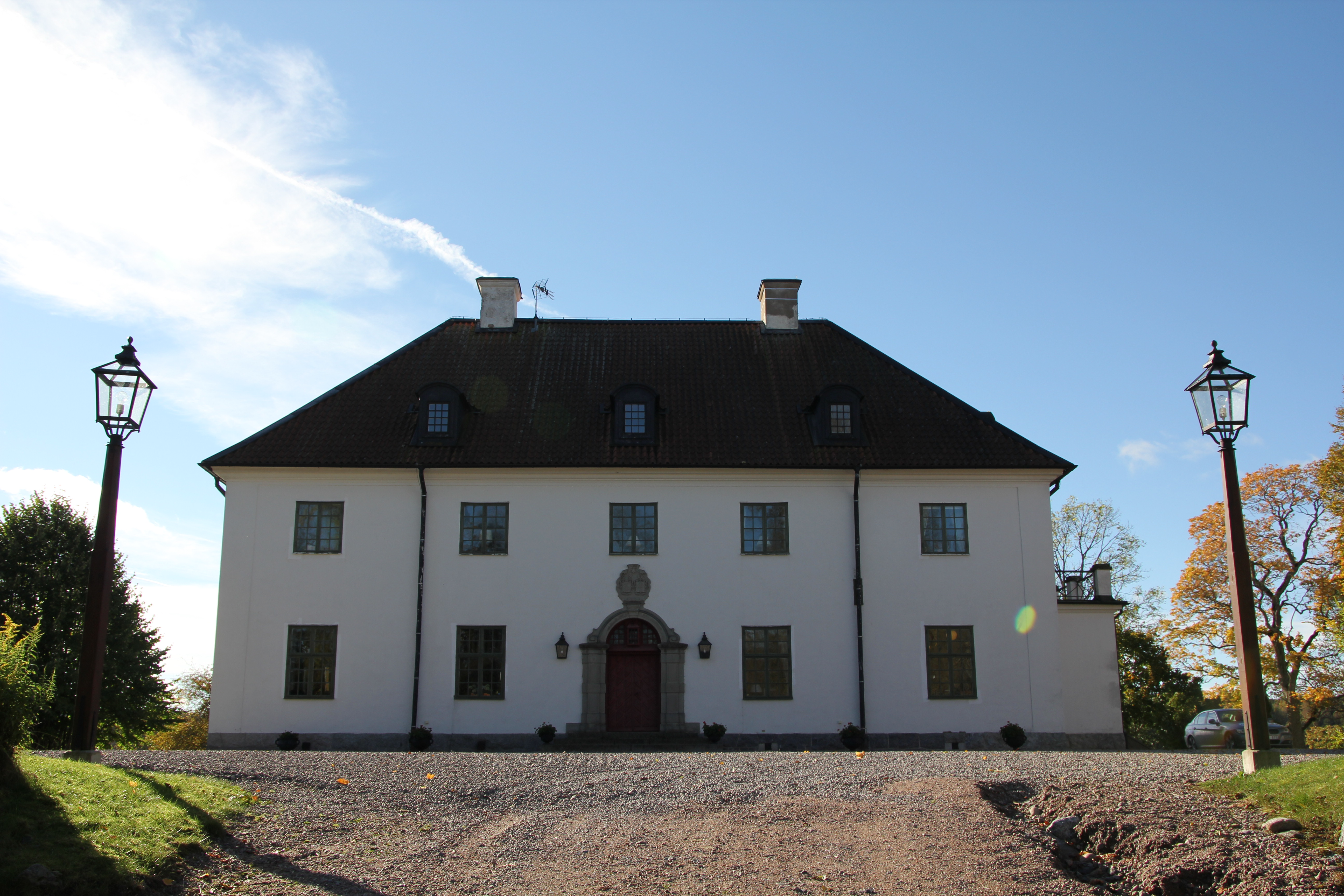
Trollesund
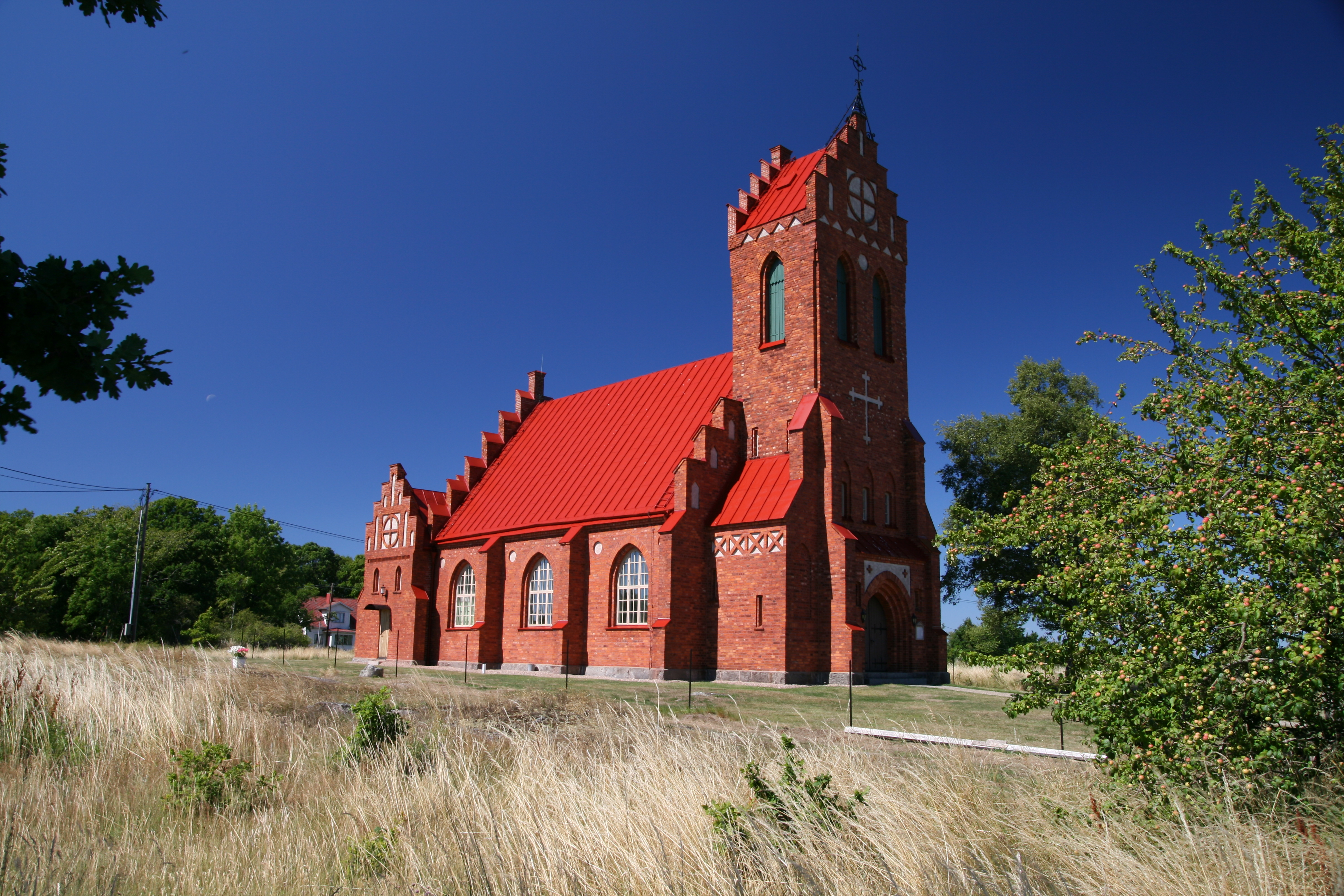
Aspö kyrka